# Johannes Baptist Katschthaler
Johannes Baptist Katschthaler, avstrijski rimskokatoliški duhovnik, škof in kardinal, * 29. maj 1832, Hippach, † 27. februar 1914.

## Življenjepis
31. julija 1855 je prejel duhovniško posvečenje.
4. junija 1891 je bil imenovan za pomožnega škofa Salzburga in za naslovnega škofa Cibistre; 12. julija istega leta je prejel škofovsko posvečenje.
10. maja 1900 je bil imenovan za nadškofa Salzburga; potrjen je bil 17. decembra istega leta in 13. januarja 1901 je bil ustoličen.
22. junija 1903 je bil povzdignjen v kardinala in imenovan za kardinal-duhovnika S. Tommaso in Parione.